# Knud Romer
Knud Voll Romer Jørgensen (Nykøbing Falster, 1960) is een Deense schrijver, acteur en reclameman.
Knud Romer heeft literatuurwetenschappen gestudeerd, maar kwam na zijn studie terecht in de wereld van reclame.
In 1998 had hij een rol in de film Idioterne (The Idiots), de eerste en enige Dogmafilm van Lars von Trier. Ook schreef hij mee aan het manuscript van de film Offscreen van Christoffer Boe (2006).
In 2006 verscheen zijn romandebuut, getiteld Den som blinker er bange for døden (Wie knippert is bang voor de dood), het verhaal over de jeugd van de schrijver in Nykøbing Falster met een Deense vader en een Duitse moeder. De nationaliteit van zijn moeder was de aanleiding tot vele pesterijen.
Voor deze roman ontving Romer meerdere prijzen, waaronder De Gyldne Laurbær in 2007. Het boek deed echter ook veel stof opwaaien.
- Biblioteca Nacional de España: XX4766486
- Bibliothèque nationale de France: cb15559477m (data)
- Gemeinsame Normdatei: 133313883
- International Standard Name Identifier: 0000 0001 1577 6862
- Library of Congress Control Number: n2007009764
- Nederlandse Thesaurus van Auteursnamen: 303955783
- Système universitaire de documentation: 095749950
- Virtual International Authority File: 90784353
- WorldCat: E39PBJcGmpGqjwTwqwqQgDkv73